# Slavic Cup w biegach narciarskich 2024/2025
Slavic Cup w biegach narciarskich 2024/2025 – kolejna edycja tego cyklu zawodów. Rywalizacja rozpoczęła się 14 grudnia 2024 r. w słowackim Szczyrbskim Jeziorze, a zakończyła 9 marca 2025 r. w słowackiej Kremnicy-Skalce.
Obrońcami tytułów byli: reprezentantka Ukrainy Wiktorija Ołech oraz reprezentant Słowacji Andrej Renda.
Nowymi zdobywcami pucharu zostali reprezentanci Ukrainy: Anastasija Nikon i Dmytro Romanczenko.

## Kalendarz i wyniki

### Kobiety
| Lp | Data             | Miejscowość              | Dystans                       | 1. miejsce            | 2. miejsce          | 3. miejsce            |
| -- | ---------------- | ------------------------ | ----------------------------- | --------------------- | ------------------- | --------------------- |
| 1. | 14 grudnia 2024  | Szczyrbskie Jezioro      | Sprint s. klasycznym (1.4 km) | Monika Skinder        | Anastasija Nikon    | Lucie Tůmová          |
| 2. | 15 grudnia 2024  | Szczyrbskie Jezioro      | 10 km s. dowolnym             | Andżelika Szyszka     | Magdalena Kobielusz | Monika Skinder        |
| 3. | 14 stycznia 2025 | Western Center (Jaworów) | Sprint s. dowolnym (1.6 km)   | Anastasija Nikon      | Wiktorija Ołech     | Sofija Szkatuła       |
| 4. | 15 stycznia 2025 | Western Center (Jaworów) | 10 km s. klasycznym           | Anastasija Nikon      | Daryna Myhal        | Jełyzaweta Noprijenko |
| 5. | 17 stycznia 2025 | Western Center (Jaworów) | 15 km s. dowolnym             | Jełyzaweta Noprijenko | Wiktorija Ołech     | Sofija Szkatuła       |
| 6. | 8 marca 2025     | Kremnica-Skalka          | Sprint s. klasycznym (1.3 km) | Anna Šírová           | Marija Pawłenko     | Norika Nebusová       |
| 7. | 9 marca 2025     | Kremnica-Skalka          | 10 km s. klasycznym           | Karolína Dvorská      | Anna Šírová         | Daryna Myhal          |

### Mężczyźni
| Lp | Data             | Miejscowość              | Dystans                       | 1. miejsce           | 2. miejsce         | 3. miejsce           |
| -- | ---------------- | ------------------------ | ----------------------------- | -------------------- | ------------------ | -------------------- |
| 1. | 14 grudnia 2024  | Szczyrbskie Jezioro      | Sprint s. klasycznym (1.4 km) | Kamil Bury           | Dominik Bury       | Maciej Staręga       |
| 2. | 15 grudnia 2024  | Szczyrbskie Jezioro      | 10 km s. dowolnym             | Dominik Bury         | Sebastian Bryja    | Ołeksandr Lisohor    |
| 3. | 14 stycznia 2025 | Western Center (Jaworów) | Sprint s. dowolnym (1.6 km)   | Dmytro Drahun        | Andrij Docenko     | Ołeksandr Nikonowycz |
| 4. | 15 stycznia 2025 | Western Center (Jaworów) | 10 km s. klasycznym           | Dmytro Drahun        | Rusłan Denysenko   | Kostiantyn Jaremenko |
| 5. | 17 stycznia 2025 | Western Center (Jaworów) | 20 km s. dowolnym             | Dmytro Drahun        | Dmytro Romanczenko | Ołeksandr Rudenko    |
| 6. | 8 marca 2025     | Kremnica-Skalka          | Sprint s. klasycznym (1.3 km) | Przemysław Legierski | Tomáš Cenek        | Lukáš Antoš          |
| 7. | 9 marca 2025     | Kremnica-Skalka          | 10 km s. klasycznym           | Matej Horniak        | Dmytro Romanczenko | Šimon Sucharda       |

## Klasyfikacje
| Lp. | Zawodniczka           | Punkty |
| --- | --------------------- | ------ |
| 1.  | Anastasija Nikon      | 375    |
| 2.  | Marija Pawłenko       | 288    |
| 3.  | Wiktorija Ołech       | 274    |
| 4.  | Jełyzaweta Noprijenko | 246    |
| 4.  | Daryna Myhal          | 246    |
| 6.  | Sofija Szkatuła       | 220    |
| 7.  | Anna Šírová           | 180    |
| 8.  | Monika Skinder        | 160    |
| 9.  | Karolína Dvorská      | 145    |
| 10. | Magdalena Kobielusz   | 130    |

| Lp. | Zawodnik             | Punkty |
| --- | -------------------- | ------ |
| 1.  | Dmytro Romanczenko   | 319    |
| 2.  | Dmytro Drahun        | 300    |
| 3.  | Rusłan Denysenko     | 186    |
| 4.  | Dominik Bury         | 180    |
| 5.  | Andrij Docenko       | 166    |
| 6.  | Nazarij Teselski     | 156    |
| 7.  | Kamil Bury           | 145    |
| 7.  | Tomáš Cenek          | 145    |
| 9.  | Przemysław Legierski | 140    |
| 9.  | Kostiantyn Jaremenko | 140    |